# Урезский сельсовет
Урезский сельсовет — сельское поселение в Венгеровском районе Новосибирской области Российской Федерации.
Административный центр — село Урез.

## История
Статус и границы сельского поселения установлены Законом Новосибирской области от 2 июня 2004 года № 200-ОЗ «О статусе и границах муниципальных образований Новосибирской области»

## Население
| 2002 | 2010 | 2012 | 2013 | 2014 | 2015 | 2016 |
| ---- | ---- | ---- | ---- | ---- | ---- | ---- |
| 707  | ↘510 | ↘496 | ↘480 | ↘474 | ↘454 | ↘427 |
| 2017 | 2018 | 2019 | 2020 | 2021 |      |      |
| ↘419 | ↘406 | ↘383 | ↘370 | ↘363 |      |      |

## Состав сельского поселения
| № | Населённый пункт | Тип населённого пункта       | Население |
| - | ---------------- | ---------------------------- | --------- |
| 1 | Бровничи         | деревня                      | ↘85       |
| 2 | Мариинка         | деревня                      | ↘138      |
| 3 | Урез             | село, административный центр | ↘287      |

### Упразднённые населённые пункты
Новый Урез — упразднённая в 1968 году деревня.